# グランド・プロダクション
グランド・プロダクション（セルビア語: Гранд продукција д.о.о., ラテン文字転写: Grand produkcija d.o.o. グランド・プロドゥクツィヤd.o.o.、英語表記：Grand Production）は、セルビアのレコード会社。旧称ZAM。ポップ・フォークなどのジャンルを中心にバルカン半島一円で多くのヒット作品を生み出してきた。

## 主な所属アーティスト
- セカ・アレクシッチ
- ストヤ
- ツェツァ
- セルマ・バイラミ
- レパ・ブレナ
- インディラ・ラディッチ
- アナ・ラジェン
- レニ
- ゴガ・セクリッチ
- ターニャ・サヴィッチ
- ダーラ・ブバマラ
- ミラン・スタンコヴィッチ
- Dragan Kojić Keba
- Mile Kitić
- Šaban Šaulić
- Jana
- Marinko Rokvić
- Zlata Petrović
- Saša Matić
- Viki Miljković
- Elma Sinanović
- Sanja Đorđević
- Nataša Đorđević
- Suzana Jovanović
- Slavica Ćukteraš
- Darko Filipović

## テレビ番組
グランド・プロダクションは毎週、テレビ番組『Grand parada』を放送している。同番組はセルビアではRTV Pinkが、またボスニア・ヘルツェゴヴィナおよびモンテネグロではそれぞれPink BH、Pink Mによって放送される。グランド社所属歌手のショーケース的位置づけの番組である。

## パイネルとグランド・プロダクション
ブルガリアのレコード会社であるパイネルに多くの楽曲を提供しており、これにより多くのグランド社所属の歌手の曲がパイネルの歌手によってブルガリア語でカバーされている。